# Hugo Saucedo
Hugo Félix Saucedo Rodríguez (ur. 20 listopada 1973 w Torreón) – meksykański trener piłkarski.
Saucedo pochodzi z miasta Torreón w stanie Coahuila. W latach 1994–2007 pracował jako szkoleniowiec w akademii młodzieżowej tamtejszego klubu Santos Laguna. W późniejszym czasie był członkiem sztabu szkoleniowego trenera Davida Patiño, z którym współpracował w roli asystenta w pierwszoligowym Monarcas Morelia (2007–2008), a następnie w drugoligowym Mérida FC (2008–2009). Przez rok trenował trzecioligowy Bravos de Nuevo Laredo (2009–2010), następnie był trenerem również trzecioligowego Dorados UACH (2010–2011), w obydwóch przypadkach bez większych sukcesów. Później pracował jako dyrektor sportowy czwartoligowego zespołu CD Toros Hapok z miasta Torreón oraz koordynator akademii juniorskiej Tigres de Piedras Negras.
W latach 2014–2018 Saucedo pracował w akademii Club Necaxa; najpierw prowadził trzecioligowe rezerwy (2014–2017), po czym objął drużynę do lat siedemnastu (2017–2018). W listopadzie 2015 po zwolnieniu Miguela Fuentesa został tymczasowym szkoleniowcem pierwszego zespołu Necaxy i poprowadził go w jednym meczu w drugiej lidze. Następnie znalazł zatrudnienie w akademii juniorskiej CF Monterrey, gdzie trenował kolejno czwartoligowe rezerwy (2018–2019) i zespół do lat piętnastu (2019–2020).